# Geleitflugzeugträger
Als Geleitflugzeugträger (kurz Geleitträger genannt) wird ein Typ kleinerer Hilfs-Flugzeugträger bezeichnet, die vornehmlich während des Zweiten Weltkrieges im Einsatz waren. Die weitaus größte Zahl an Geleitträgern bauten die USA und Großbritannien, gefolgt von Japan. In der US-Marine wurden sie zunächst mit der Klassifizierung AVG bzw. ACV („auxiliary carrier with heavier-than-air craft“), später mit CVE („carrier with heavier-than-air craft escort“) versehen. Im Marinejargon wurden sie auch „baby flat-tops“ genannt.

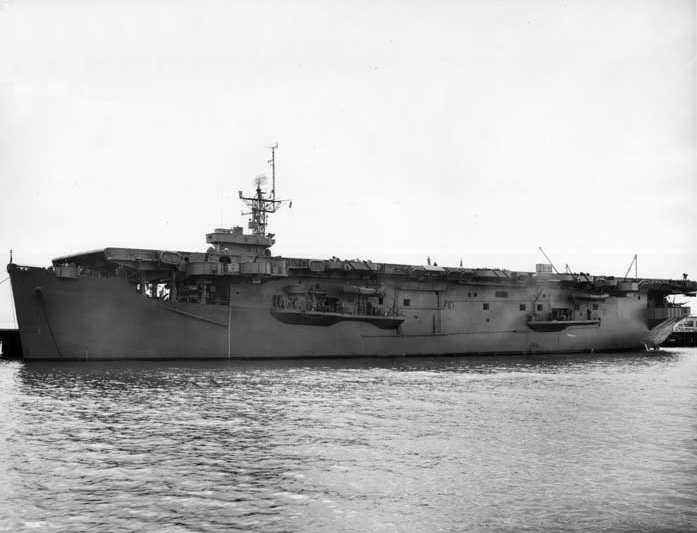
Barnes der Bogue-Klasse im März 1943

## Entwicklung der Geleitträger
Insbesondere aufgrund der kritischen Lage während der frühen Phase der Atlantikschlacht suchte die Royal Navy nach Möglichkeiten, im Rahmen der Konvoisicherung die eigene Aufklärung und U-Boot-Abwehr zu verbessern sowie die feindliche Luftaufklärung effektiv bekämpfen zu können. Da große Flottenflugzeugträger für den Konvoidienst zu wertvoll waren, wurde auf das Konzept des Umbaus von Handelsschiffen zu kostengünstigeren Hilfsflugzeugträgern zurückgegriffen.

### Unterscheidungsmerkmale zu anderen Trägertypen
Geleitträger basierten immer auf einem Handels- oder Passagierschiffentwurf; entweder durch Umbau existierender Handelsschiffe oder durch Verwendung bzw. Variation eines bereits vorliegenden Frachter- oder Tankerentwurfs (besonders in den USA). Die technischen Spezifikationen der Geleitträger richteten sich im Wesentlichen nach den Erfordernissen, die der Konvoidienst mit sich brachte. Die Geschwindigkeit musste ausreichend sein, um im Konvoi sowie in einem U-Jagd-Verband operieren zu können. Sie war nicht hoch genug für Flottenoperationen – Flottenträger erreichten Geschwindigkeiten von mehr als 30 kn. Auf eine Panzerung wurde verzichtet. Die Zahl der Schotten und wasserdichten Abteilungen entsprach auch nach dem Umbau den normalen Maßstäben der Handelsschifffahrt. Dass den mit leicht brennbarem Flugbenzin und Munition vollgeladenen Schiffen praktisch jeder Schutz fehlte, führte unter Matrosen zu der scherzhaften Uminterpretation der Klassifizierung CVE als Combustible, Vulnerable, Expendable (Brennbar, Verletzlich, Entbehrlich). Die Art der mitgeführten Flugzeuge richtete sich ebenfalls nach dem Einsatzschema: Geleitträger im Konvoidienst führten mehrheitlich Jagdflugzeuge zur Luftdeckung sowie Flugzeuge zur U-Boot-Jagd mit, während Flottenträger über zahlreiche Bomber zur Bekämpfung von Überwasser- und Landzielen verfügten.

### Technische Probleme bei Umbauten
Die aus Handelsschiffen konvertierten Geleitträger boten in aller Regel nur wenig Platz für Flugzeuge. Der Hangar wurde wie ein Deckshaus auf das Oberdeck aufgesetzt, nachdem die Aufbauten entfernt worden waren, und trug seinerseits das Flugdeck. Dadurch änderte sich der Schwerpunkt in der Schiffsform, was mit weiteren Umbauten am Rumpf kompensiert werden musste. Die unteren Decks waren in dieser Hinsicht „verbaut“, ein Aushöhlen des Rumpfes zur effizienteren Platznutzung hätte die Stabilität des Schiffes beeinträchtigt und wäre auch zu umständlich und teuer gewesen. Die britische Audacity erhielt nicht einmal einen Hangar. Ihre Flugzeuge befanden sich ständig auf dem Flugdeck. Etwas einfacher war es bei Tankern: hier waren weniger Aufbauten zu entfernen, und die unteren Decks boten mehr Platz für Einrichtungen des Flugbetriebes. Besonders die japanische Marine konzentrierte sich auf den Umbau von Passagierschiffen – hier war das Abtragen der Aufbauten zwar aufwendiger, dafür waren diese Schiffe von vornherein mit starken Antriebsanlagen ausgestattet und meist schneller als die aus Frachtern entwickelten Klassen.

## Geleitträger im Zweiten Weltkrieg

### Erste Umbauten

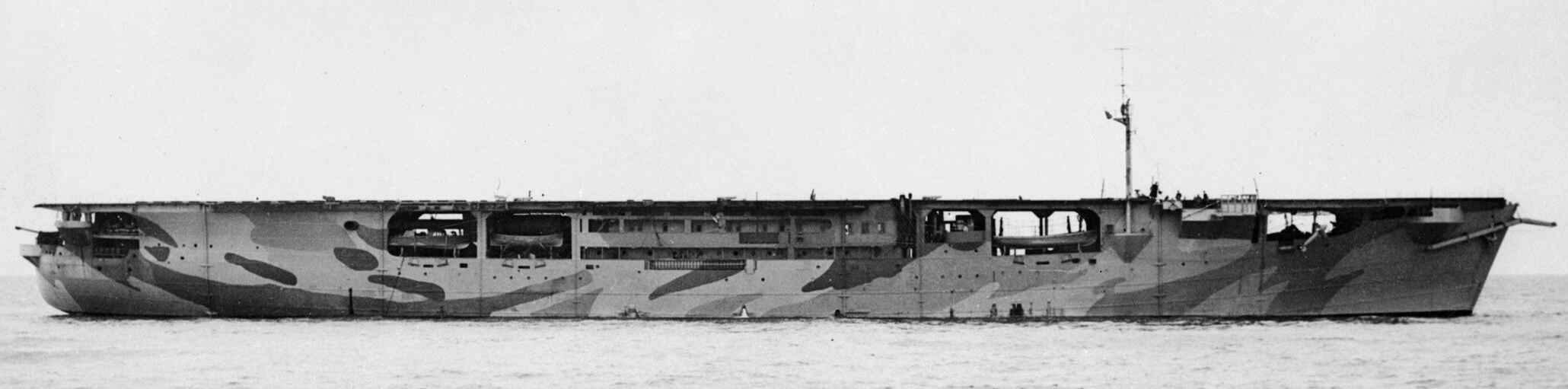
Die britische Audacity

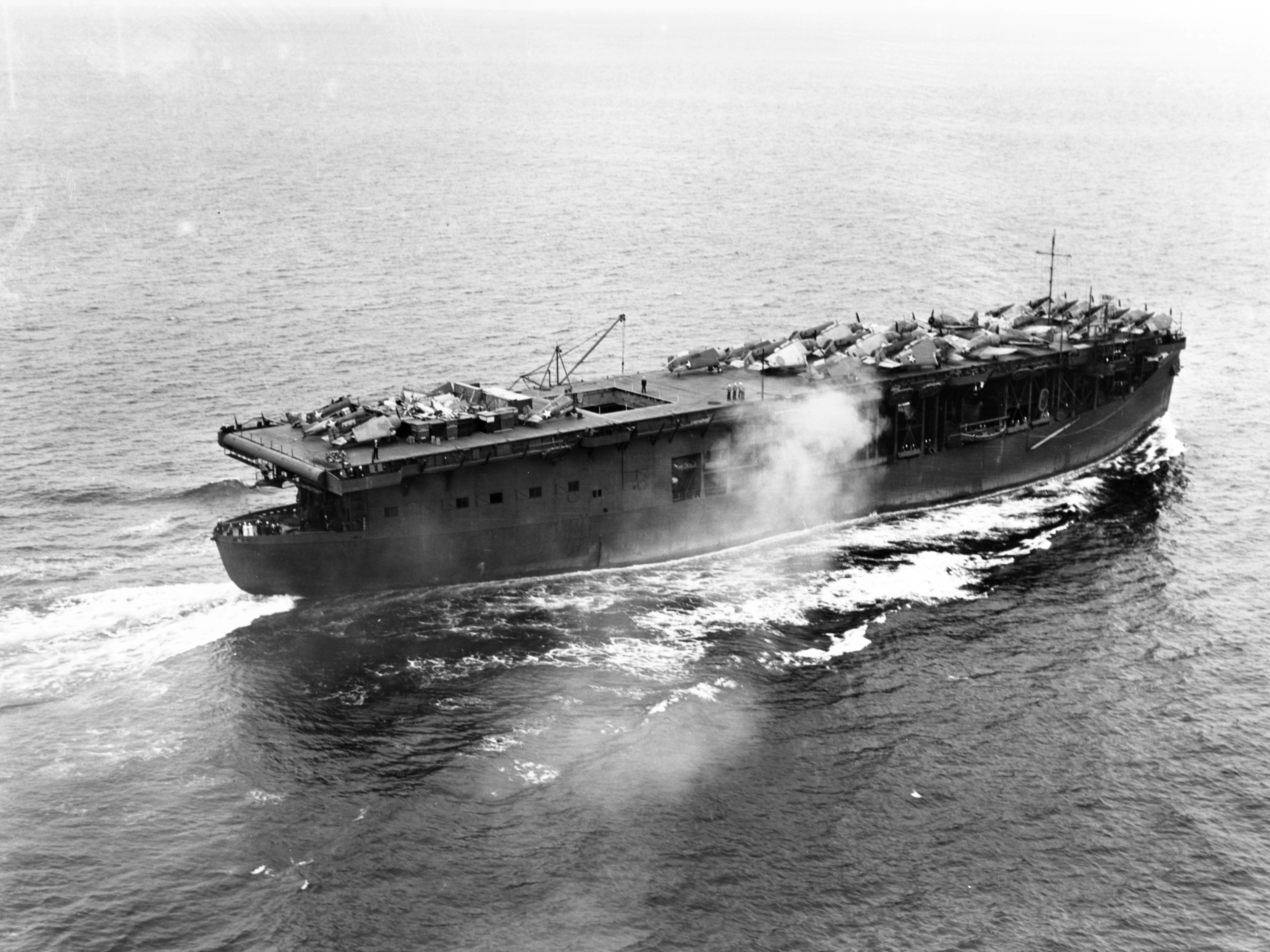
Die Long Island (CVE-1) als Flugzeugtransporter 1943

Der erste Geleitträger der Welt war die Audacity, die aus dem erbeuteten deutschen Frachter Hannover entstand und im Juni 1941 fertiggestellt wurde. Das Schiff erhielt eine leichte Flugabwehr (Fla)-Bewaffnung und sechs Martlet-Jagdflugzeuge.
Etwa gleichzeitig wurden in den USA zwei Handelsschiffe zu Geleitträgern umgebaut. Das erste wurde als USS Long Island im Juni 1941 in den Dienst der US-Marine gestellt. Das Schwesterschiff wurde im Rahmen des Lend-Lease-Acts Großbritannien überlassen, wo es ab November 1941 als HMS Archer Dienst tat. Diese Schiffe waren deutlich leistungsfähiger als die Audacity: Bei einer höheren Geschwindigkeit von 17,5 kn besaßen sie eine stärkere Fla-Bewaffnung und konnten 16 Flugzeuge mitführen.
Unmittelbar darauf folgten vier weitere Einheiten, die aus im Bau befindlichen Handelsschiffen umkonstruiert worden sind. Diese vier Geleitträger wurden als Avenger-Klasse ebenfalls an die Royal Navy geliefert, einer jedoch an die USA zurückgegeben und dort als Trainingsschiff verwendet (USS Charger). Diese Schiffe waren der Long Island sehr ähnlich, da sie auf demselben Handelsschiffrumpf (Typ C-3) basierten.
Zu Kriegsbeginn im Pazifik leitete die US-Marine, um den zeitweiligen Mangel an großen Trägern einigermaßen abschwächen zu können, den Umbau von vier Flottentankern der Sangamon-Klasse zu Geleitträgern ein. Diese Schiffe konnten aufgrund ihrer Größe mehr Flugzeuge aufnehmen (die diesbezüglichen Angaben reichen bis hin zu 36 Maschinen).
Die japanische Marine begann 1941 mit dem Umbau dreier Passagierdampfer zu Geleitträgern. Diese Taiyo-Klasse fiel größer und mit 21 Knoten schneller aus als ihre angelsächsischen Pendants und konnte 27 Flugzeuge aufnehmen. Weitere Einzelprojekte ähnlicher Größe folgten, darunter der Umbau des deutschen Passagier-Liners Scharnhorst zum Träger Shin’yō. Die japanische Armee befasste sich in den späten Kriegsjahren mit dem Umbau von Transportschiffen zu einfachsten Geleitträgern. Diese sollten eine begrenzte Zahl an Flugzeugen mitführen und auch starten können, es hätte aber aufgrund des sehr kurzen Flugdecks keine Landemöglichkeit gegeben. Keines dieser Schiffe kam in den aktiven Dienst, sie wurden nur zum Transport von Flugzeugen, Materialtransport und zur Pilotenausbildung eingesetzt.
In den Jahren 1942 und 1943 stellte auch die deutsche Kriegsmarine Überlegungen zum Umbau von Fahrgastschiffen zu Geleit- bzw. Hilfsflugzeugträgern an, darunter auch das Passagierschiff Gneisenau, das Schwesterschiff der von den Japanern umgebauten Scharnhorst. Diese Vorhaben sind jedoch schon in den Anfängen steckengeblieben und wurden aufgrund des Kriegsverlaufes nicht mehr ernsthaft weiterverfolgt. 1944 gab es noch Planungen, Frachter des Hansa-Bauprogramms als Geleitflugzeugträger fertigzustellen, aber auch hier beendete der Kriegsverlauf die Verwirklichung.

### Geleitträger im Serienbau
Den weitaus größten Teil des nunmehr anlaufenden Bauprogramms übernahmen US-Werften. Anfang 1942 wurde eine Serie von 21 Geleitträgern begonnen, ebenfalls auf der Basis bereits in Bau befindlicher Handelsschiffe. Da diese allerdings noch nicht allzu weit fortgeschritten waren, konnten noch einige Verbesserungen gegenüber der Long-Island-Klasse berücksichtigt werden. Elf von diesen Schiffen gingen als Attacker-Klasse nach Großbritannien, die restlichen als Bogue-Klasse in den Dienst der US-Marine. Die Geschwindigkeit und die Zahl der Flugzeuge konnte noch einmal gesteigert werden (auf 24 bzw. 20 bei den britischen Einheiten). Diesen Schiffen folgte eine zweite Serie verbesserter Bogue-Einheiten, die im Unterschied zu ihren Vorläufern von der Kiellegung an als Geleitträger konzipiert, im Endeffekt aber nahezu identisch waren. Von den bis Anfang 1944 fertiggestellten 24 Einheiten dieser Serie gingen alle bis auf ein Schiff an die Royal Navy, wo sie als Ameer-Klasse Dienst taten.
In Großbritannien entstanden bis 1943 noch fünf eigene Umbauten von zivilen Schiffen zu Flugzeugträgern, deren Leistungsfähigkeit etwa der der Bogue-Klasse entsprach. In den USA setzte man dagegen zum „großen Wurf“ an: Der Großindustrielle und Werfteigner Henry J. Kaiser versprach der US-Regierung Lieferung von nicht weniger als 50 Geleitträgern innerhalb eines Jahres. Die ungewöhnlich kurze Bauzeit der Schiffe – bei einigen Einheiten von der Kiellegung bis zur Indienststellung nur etwas mehr als drei Monate – erreichte er durch konsequente Anwendung von Massenproduktionsmethoden, ähnlich wie bei den serienmäßig gebauten Liberty-Frachtern. Das erste Schiff dieser Serie, die Casablanca, wurde am 8. Juli 1943 in Dienst gestellt; das 50. und letzte Munda auf den Tag genau ein Jahr später. Der Casablanca-Klasse folgten die 23 Schiffe der Commencement-Bay-Klasse, die ab November 1944 in Dienst kamen. Das 19. Schiff dieser Klasse war die Tinian, die als letzter Geleitträger 1946 von der Navy übernommen wurde. Der Bau der restlichen vier Einheiten wurde nach der japanischen Kapitulation Mitte August 1945 gestoppt und die Rümpfe abgebrochen. Eine weitere Serie von zwölf verbesserten Schiffen wurde gleichzeitig storniert.

### Durchschnittliche technische Daten
Obgleich es signifikante Unterschiede zwischen einzelnen Klassen gab, lassen sich für den weitaus größten Teil der Träger, insbesondere die serienmäßig gebauten, allgemeine Durchschnittswerte angeben:
- Länge: etwa 150 m
- Breite: etwa 30 m
- Verdrängung: 10.000 bis 20.000 ts
- Flugzeuge: 15 bis 30
- Geschwindigkeit: 18 bis 19 kn
- Besatzung: 700 bis 900

### Technische Daten ausgewählter Geleitträger
|                   | Audacity (UK)               | Long Island (USA)                        | Attacker (UK)   | Taiyō (J)        | Casablanca (USA)           |
| ----------------- | --------------------------- | ---------------------------------------- | --------------- | ---------------- | -------------------------- |
| Indienststellung  | 6/1941                      | 6/1941                                   | 9/1942          | 8/1942           | 7/1943                     |
| Verdrängung       | 11.000 ts                   | 16.600 ts                                | 14.600 ts       | 20.000 ts        | 10.900 ts                  |
| Länge             | 142,3 m                     | 141,7 m                                  | 151 m           | 183,7 m          | 151,7 m                    |
| Breite            | 17 m                        | 21,2 m                                   | 34 m            | 22,5 m           | 32,9 m                     |
| Tiefgang          | 8,4 m                       | 7,8 m                                    | 7 m             | 7,6 m            | 6 m                        |
| Geschwindigkeit   | 15 kn                       | 17,5 kn                                  | 18,5 kn         | 21 kn            | 19 kn                      |
| Bewaffnung (Flak) | 1× 4″ 2× 3/50AA 4× 50cal MG | 1× 4″ 1× 6-Pfünder 4× 2-Pfünder 4× 20 mm | 2× 4″ 14× 20 mm | 6× 4,7″ 8× 25 mm | 1× 5″ 8× 40 mmAA 12× 20 mm |
| Besatzung         | 210                         | 408                                      | 646             | 747              | 746                        |
| Flugzeuge         | 6, später 8                 | 16                                       | 20              | 27               | 27                         |

### Einsatz der Geleitträger

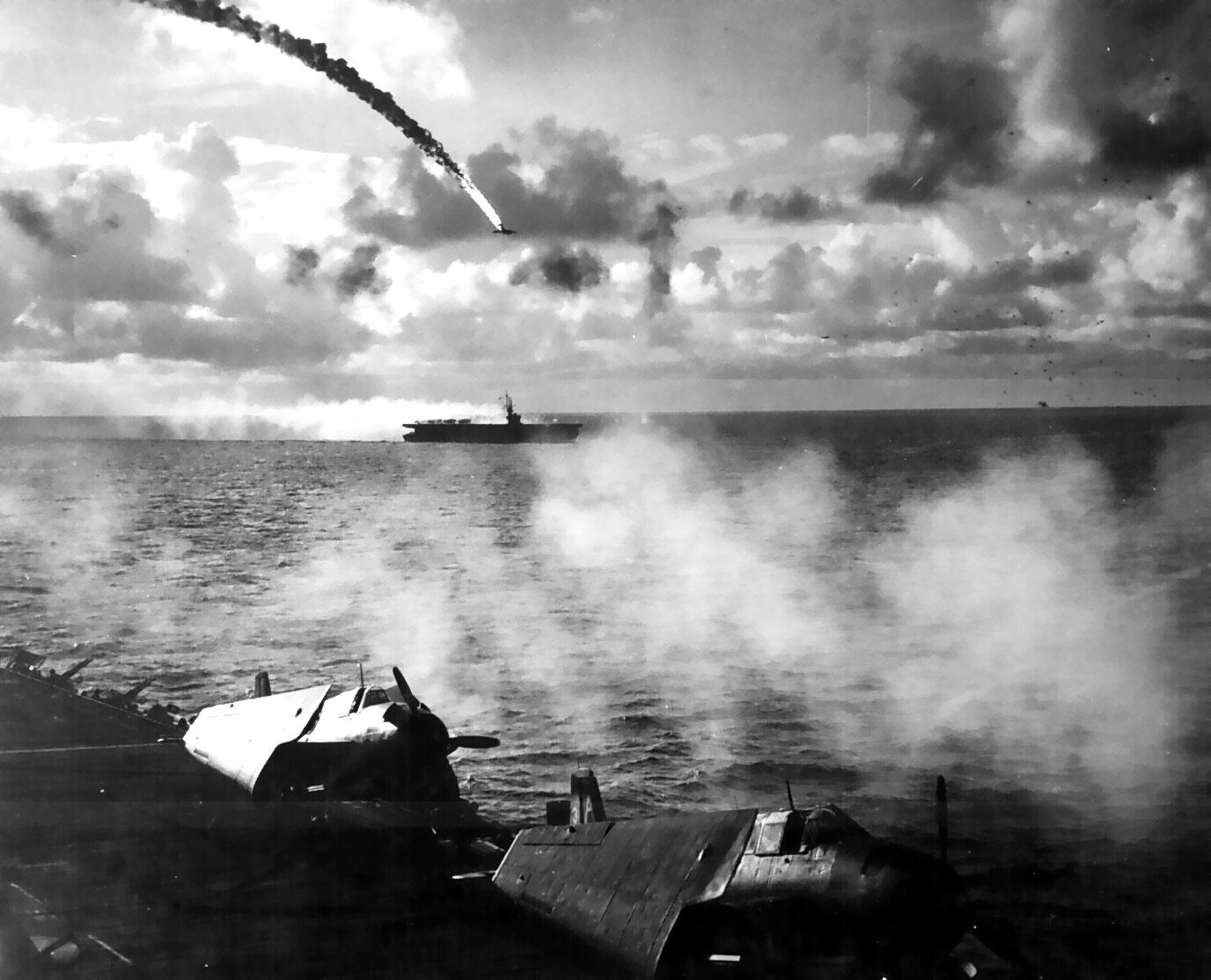
Luftangriff auf die Kitkun Bay, 1944 bei den Marianen

Die Einsatzmöglichkeiten dieser Schiffe waren äußerst vielfältig und hingen von der jeweiligen Marine und der Region ab. Die britische Marine setzte ihre Geleitträger hauptsächlich im Konvoidienst ein. Dort sollten sie mit Jagdflugzeugen für Luftdeckung sorgen und feindliche Aufklärer oder Bomber bekämpfen, was besonders bei den Nordmeergeleitzügen für die Sowjetunion eine wichtige Rolle spielte. Eine bedeutende Rolle spielten sie bei der U-Boot-Bekämpfung: Aufklärende Flugzeuge der Geleitträger konnten einzelne U-Boote oder auch ganze U-Boot-Rudel frühzeitig melden, um dem Konvoi ein Ausweichen zu ermöglichen, oder die Boote effektiv abdrängen oder bekämpfen. So gelang der USS Guadalcanal im Juni 1944 die Inbesitznahme des deutschen U-Bootes U 505. Die immer zahlreicher auftretenden Geleitträger spielten eine zentrale Rolle für den Sieg der Alliierten in der Atlantikschlacht.
Im Pazifik nahmen die wenigen japanischen Geleitträger keine operative Rolle wahr; sie wurden ausschließlich zur Pilotenausbildung und zum Flugzeugtransport eingesetzt. Die US-Träger wurden hingegen für alle möglichen Aufgaben eingesetzt: zur Luftdeckung von Konvois, Transport von Flugzeugen zu entfernten Basen, U-Boot-Abwehr, Luftunterstützung bei Landungsoperationen usw. Die ersten US-Flugzeuge, die während des Kampfes um die Salomonen-Insel Guadalcanal auf dem berühmt gewordenen Flugplatz Henderson Field landeten, stammten vom Geleitträger Long Island. Eine geradezu legendäre Rolle spielte der Schiffstyp in der See- und Luftschlacht im Golf von Leyte, als 18 „baby flat-tops“ über zwei Stunden lang den Angriff des Gros der japanischen Schlachtflotte abwehren konnten und dabei nur ein Schiff verloren.

## Verbleib der Geleitträger

### Verluste im Krieg

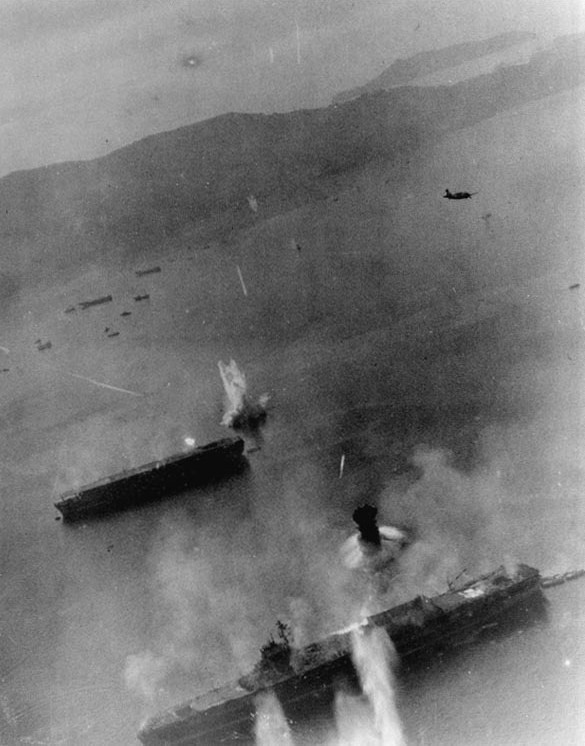
Luftangriff auf den japanischen Geleitträger Kaiyō. Im Vordergrund ein Träger der Unryu-Klasse.

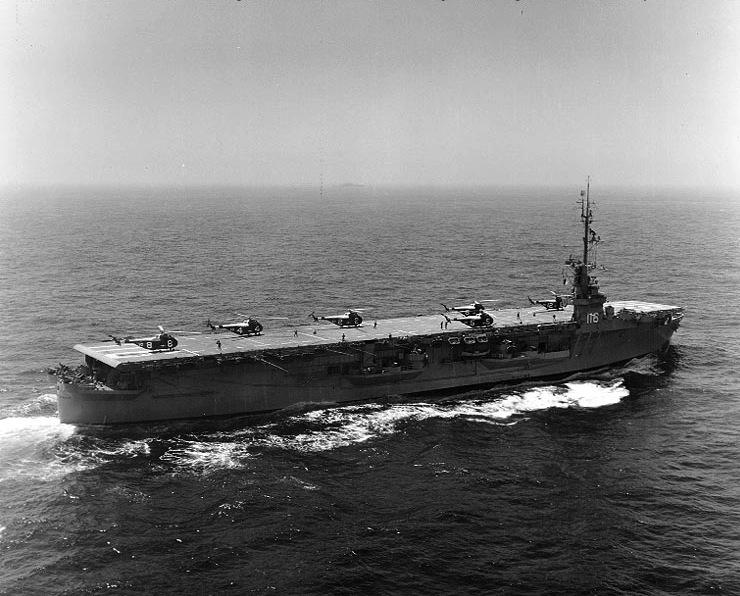
Einer der letzten Geleitträger: Badoeng Strait als Hubschrauberträger vor Korea, 1954

Der erste Geleitträger, die HMS Audacity, fiel ein halbes Jahr nach Indienststellung dem Torpedoangriff eines deutschen U-Bootes zum Opfer. Die britische Admiralität erließ daraufhin geänderte Richtlinien für den Einsatz der Träger beim Konvoidienst. Danach verlor die britische Marine noch die HMS Avenger, ebenfalls durch U-Boot-Angriff, während der „Operation Torch“ 1942; sowie die HMS Dasher, die 1943 durch einen Unfall verloren ging (Explosion von Flugzeugbenzin) und 1944 die Nabob, die durch einen U-Boottorpedotreffer so schwer beschädigt wurde, dass sie auf Strand gesetzt und aufgegeben wurde. Die USA verloren im Krieg fünf Geleitträger durch Kampfhandlungen: zwei sanken vor dem Golf von Leyte, einer wurde durch U-Boot-Angriff versenkt und zwei weitere durch Kamikaze-Angriffe zu Beginn 1945. Sämtliche japanischen Einheiten fielen U-Boot- oder Luftangriffen zum Opfer.

### Nachkriegszeit
Die im Rahmen des Leih- und Pachtgesetzes an Großbritannien gelieferten Schiffe wurden 1946 an die USA zurückgegeben, wo sie in den meisten Fällen in die Privatwirtschaft verkauft und als Handelsschiffe weiterverwendet wurden. Ähnlich erging es den britischen Schiffen, die als Handelsschiffe noch bis zu 25 Jahre lang genutzt wurden.
Die meisten amerikanischen Geleitträger wurden zum Teil gleich nach Kriegsende aus der Liste der Kriegsschiffe gestrichen und abgewrackt, zum anderen Teil noch einige Jahre in der Reserve behalten, bevor sie um 1960 ebenfalls auf Abbruch verkauft wurden (die Abbrucharbeiten wurden dabei sehr häufig von japanischen Firmen übernommen). Einige Einheiten der Casablanca-Klasse und Commencement-Bay-Klasse wurden als Transportschiffe, Hubschrauberträger oder nach Umbau als Nachrichtenverbindungsschiffe von der US-Marine weiter genutzt und kamen noch in diesen Rollen im Koreakrieg zum Einsatz. Noch in dieser Zeit wurde in Großbritannien ein Flugzeug als U-Boot-Jäger für kleine Geleitträger entwickelt, die Short Seamew. Einzelne Schiffe erlebten aktiv den Vietnamkrieg. Sie wurden erst in den 1970er Jahren außer Dienst gestellt und abgewrackt. Heute existiert kein Geleitträger mehr. Die seit 2012 gebaute America-Klasse wird angesichts einer vorgesehenen Luftgruppe aus bis zu 10 Lockheed Martin F-35-Jagdbombern als Wiederbelebung der Geleitflugzeugträger gesehen.